# 구다라지
구다라지(일본어: 百済寺 백제사[*])는 일본 오사카부 히라카타시에 있었던 절이다.
750년 무렵에 백제의 왕족 후손인 구다라노코니키시 교후쿠에 의해 건립되었다고 한다. 고대 일본과 한반도와의 교류관계를 아는데 중요한 유적인 것으로 알려졌으며, 1941년 1월 27일에 나라의 사적으로 지정되었고, 1952년 3월 29일에 특별 사적으로 지정되었다. 그 후 1965-1967년에 사적공원으로서의 정비가 행해졌다.